# Zweizellige Sandbiene
Die Zweizellige Sandbiene (Andrena lagopus) ist eine Sandbiene aus der Familie Andrenidae. Sie ist eine solitäre, nestbauende Biene, die jährlich eine Generation hat und von April bis Juni fliegt.

## Merkmale
Die Zweizellige Sandbiene ist die einzige einheimische Andrena Art, die im Vorderflügel nur zwei Cubitalzellen hat, daher der deutsche Name. Die Art wird deshalb auch in eine eigene Untergattung, Biareolina, gestellt.
Das Weibchen ist etwa 10 bis 12 mm lang, am Thorax rostrot behaart und mit einer orangeroten Endfranse. Die Schienenbürste ist gelb. Die Tergite zwei bis vier mit schmalen Endfransen, sie sind sehr grob und dicht punktiert. Im Feld kann sie leicht mit Andrena haemorrhoa verwechselt werden, ist aber manchmal durch den speziellen Blütenbesuch (Kreuzblütler) kenntlich.
Die Männchen sind etwas kleiner (8 bis 10 mm), vorwiegend gelbbraun behaart, der Thoraxrücken rotbraun. Die Tergite sind grob und dicht punktiert.

## Verbreitung
Andrena lagopus ist in Süd-, Mittel- und Osteuropa sowie in Nordafrika verbreitet. In Deutschland ist die Art aus Rheinland-Pfalz, Baden-Württemberg, Hessen, Bayern, Thüringen und Nordrhein-Westfalen nachgewiesen. Aus Österreich gibt es aktuelle Meldungen aus dem Burgenland, Niederösterreich und Steiermark. In der Schweiz ist die Art im gesamten Jura und im Mittelland verbreitet sowie durch Einzelfunde im Wallis und Graubünden nachgewiesen.
Die Zweizellige Sandbiene ist eine der Wildbienen, die, wie Halictus scabiosae oder Colletes hederae, zurzeit offenbar in Ausbreitung begriffen sind.

## Lebensraum
Diese Sandbiene kommt auf trockenen Mager- und Fettwiesen vor, Streuobstwiesen, Hochwasserdämme, Kiesgruben und verschiedenen Ruderalstellen. Die Art hält sich auch gerne im Halbschatten und in Waldlichtungen auf, was auf eine Besiedelung von lichten Wäldern schließen lässt. Die Art wird durch den Anbau von Raps als Nutzpflanze gefördert, sowie durch die Kultivierung von Kohlsorten in Gärten, wenn diese zum Blühen kommen.

## Lebensweise
Die zweizellige Sandbiene lebt solitär und baut ihr Nest in selbstgegrabenen Nestern im Sand- oder Lössboden. Sie hat eine Generation im Jahr, die vom April bis in den Juni zu finden ist.
Diese Biene ist oligolektisch, das heißt, sie sammelt Pollen nur an Kreuzblütlern, zum Beispiel Wiesen-Schaumkraut, Raps, Acker-Senf, Gewöhnliches Barbarakraut. Als Nektarquelle werden zum Beispiel auch Löwenzahnblüten besucht.